# Culturas baseadas na sexualidade e na identidade de gênero
Culturas baseadas em sexualidade e identidade de gênero são subculturas e comunidades compostas por pessoas que compartilham experiências, origens ou interesses devido a identidades sexuais ou de gênero comuns. Entre os primeiros a argumentar que membros de minorias sexuais também podem constituir minorias culturais estavam Adolf Brand, Magnus Hirschfeld e Leontine Sagan, na Alemanha. Esses pioneiros foram posteriormente seguidos pela Sociedade Mattachine e pelas Daughters of Bilitis, nos Estados Unidos.
Nem todas as pessoas de vários gêneros e orientações sexuais se autoidentificam ou são afiliadas a uma subcultura específica. Os motivos incluem distância geográfica, desconhecimento da existência da subcultura, medo do estigma social ou preferência pessoal em permanecer não identificado com a sexualidade - ou subculturas ou comunidades baseadas em gênero. Alguns sugeriram que as identidades definidas pelas culturas heterossexualizadas ocidentais são baseadas na sexualidade. Elas também têm falhas graves e muitas vezes não deixam espaço para o público discutir essas falhas de gênero e sexualidade. Como não há espaços seguros para discutir essas coisas, muitas pessoas rejeitam quem são e ignoram suas próprias necessidades sexuais. Essa rejeição pode levar essas pessoas a serem classificadas em identidades sexuais que elas sentem que não as representam como pessoa. Essas culturas estão mudando atualmente. Por exemplo, a Grécia legalizou recentemente o casamento gay, dando um grande passo para um país ortodoxo.

## Cultura LGBTQ+
A cultura LGBTQ+ é a cultura comum compartilhada pelas comunidades lésbica, gay, bissexual, transgênero e queer. Às vezes, é simplesmente chamada de "cultura queer" ou "cultura gay", mas este último termo também pode ser específico da cultura de homens gays.
A cultura LGBT varia amplamente de acordo com a geografia e a identidade dos participantes. Elementos frequentemente identificados como comuns à cultura de gays, lésbicas, bissexuais e pessoas transgênero incluem:
- O trabalho de pessoas famosas gays, lésbicas, bissexuais e transgêneros. Isso pode incluir:
  - Artistas e figuras políticas LGBTQ+ da atualidade;
  - Figuras históricas que foram identificadas como LGBTQ+. Muitas vezes se questiona se é apropriado identificar figuras históricas usando termos modernos para identidade sexual (veja História da sexualidade). No entanto, muitas pessoas LGBTQ+ sentem uma afinidade por essas pessoas e seu trabalho, especialmente no que diz respeito à atração por pessoas do mesmo sexo ou identidade de gênero.
- Uma compreensão da história dos movimentos políticos LGBTQ+.
- Uma apreciação irônica de coisas ligadas por estereótipos a pessoas LGBTQ+.
- Figuras e identidades que estão presentes na comunidade LGBTQ+ e na cultura LGBTQ+, o que pode incluir bairro gays, drag kings e queens, orgulho LGBTQ+ e a bandeira arco-íris.

Em algumas cidades, especialmente na América do Norte, gays e lésbicas tendem a viver em certos bairros que celebram ou apoiam sua comunidade.
Comunidades LGBTQ+ organizam uma série de eventos para celebrar sua cultura, como Paradas do Orgulho, Jogos Gays e Southern Decadence.

## Poliamor

O coração infinito é um símbolo amplamente utilizado do poliamor.

Poliamor é a prática e a cultura associada de estar romanticamente conectado ou envolvido com mais de uma pessoa simultaneamente e consensualmente, o que é distinto, mas entrelaçado com a polissexualidade, a prática de ter mais de um parceiro sexual. O poliamor pode ocorrer em um grupo social, cultura ou grupo de pessoas específico para uma determinada identidade de gênero ou orientação sexual. Em algumas culturas, a prática de formar múltiplos relacionamentos românticos simultâneos é controversa.
Poligamia (uma prática que se sobrepõe fortemente ao poliamor) é a prática de casar legalmente com mais de uma pessoa. É contra a lei casar com mais de uma pessoa nos Estados Unidos; no entanto, existem alguns países ao redor do mundo onde a poligamia e/ou relacionamentos poliamorosos não são incomuns. Por exemplo, não é incomum em muitas culturas do Oriente Médio que homens tenham várias esposas. Esse tipo de relacionamento poliamoroso é conhecido como poliginia, enquanto o oposto, no qual as mulheres têm vários maridos, é chamado de poliandria.
O status ilegal de casamentos múltiplos em muitas partes do mundo não impediu a formação de comunidades e subculturas que praticam o poliamor e a poligamia informal. Existem vários relatos de tentativas de comunidades poligâmicas privadas na Europa Ocidental e na América do Norte. No entanto, essas comunidades, em sua maioria, acabaram se dissolvendo. Na cultura ocidental, há poucos ou nenhum exemplo de aceitação generalizada do poliamor. Isso não significa que relacionamentos poliamorosos na cultura ocidental (e subculturas) não existam. Nos Estados Unidos, estima-se que o poliamor seja praticado por 4 a 5% da população. O poliamor existe principalmente como casos isolados em que aqueles em relacionamentos fizeram acordos com seus parceiros.

## Culturas baseadas em fetiches sexuais
A subcultura fetichista é uma subcultura que abrange pessoas com uma ampla gama de fetiches sexuais e outras parafilias. Outros termos para a subcultura fetichista incluem cena fetichista e comunidade fetichista.
Essa subcultura é frequentemente vista destacando uma forte cena de casas noturnas, na forma de clubes fetichistas.
Algumas das parafilias mais comuns observadas na subcultura fetichista incluem BDSM, fetichismo por couro e fetichismo por borracha. A própria subcultura permite que as pessoas se reúnam e compartilhem seus interesses comuns em relação a fetiches sexuais, proporcionando um ambiente seguro e acolhedor. No entanto, existe tipicamente um estigma negativo associado a essa subcultura, pois ela incentiva a discussão incomum e a satisfação de desejos sexuais na sociedade. Isso frequentemente resulta na rejeição dessas subculturas ou na sua associação com outras culturas que exploram esses tópicos, incluindo, portanto, a cultura LGBTQ+.

## Influência na cultura dominante
Culturas de minorias sexuais influenciam-se frequente e consistentemente. O professor de sociologia de Yale, Joshua Gamson, argumenta que o gênero talk show tabloide, popularizado por Oprah Winfrey na década de 1980, proporcionou uma visibilidade midiática de alto impacto muito necessária para as minorias sexuais e contribuiu mais para popularizar a cultura gay do que qualquer outro desenvolvimento do século XX. A gíria frequentemente se origina em subculturas, incluindo subculturas de minorias sexuais, que se tornam parte do vernáculo mais amplo, incluindo palavras associadas a descrições específicas de minorias sexuais ou não.
Madonna é uma das muitas artistas que se inspiraram em culturas de minorias sexuais, incluindo sua apropriação do vogue. Em 2003, a série de televisão Queer Eye for the Straight Guy retratou homens heterossexuais recebendo transformações de moda ou dicas de decoração de homens gays.

## Culturas não ocidentais

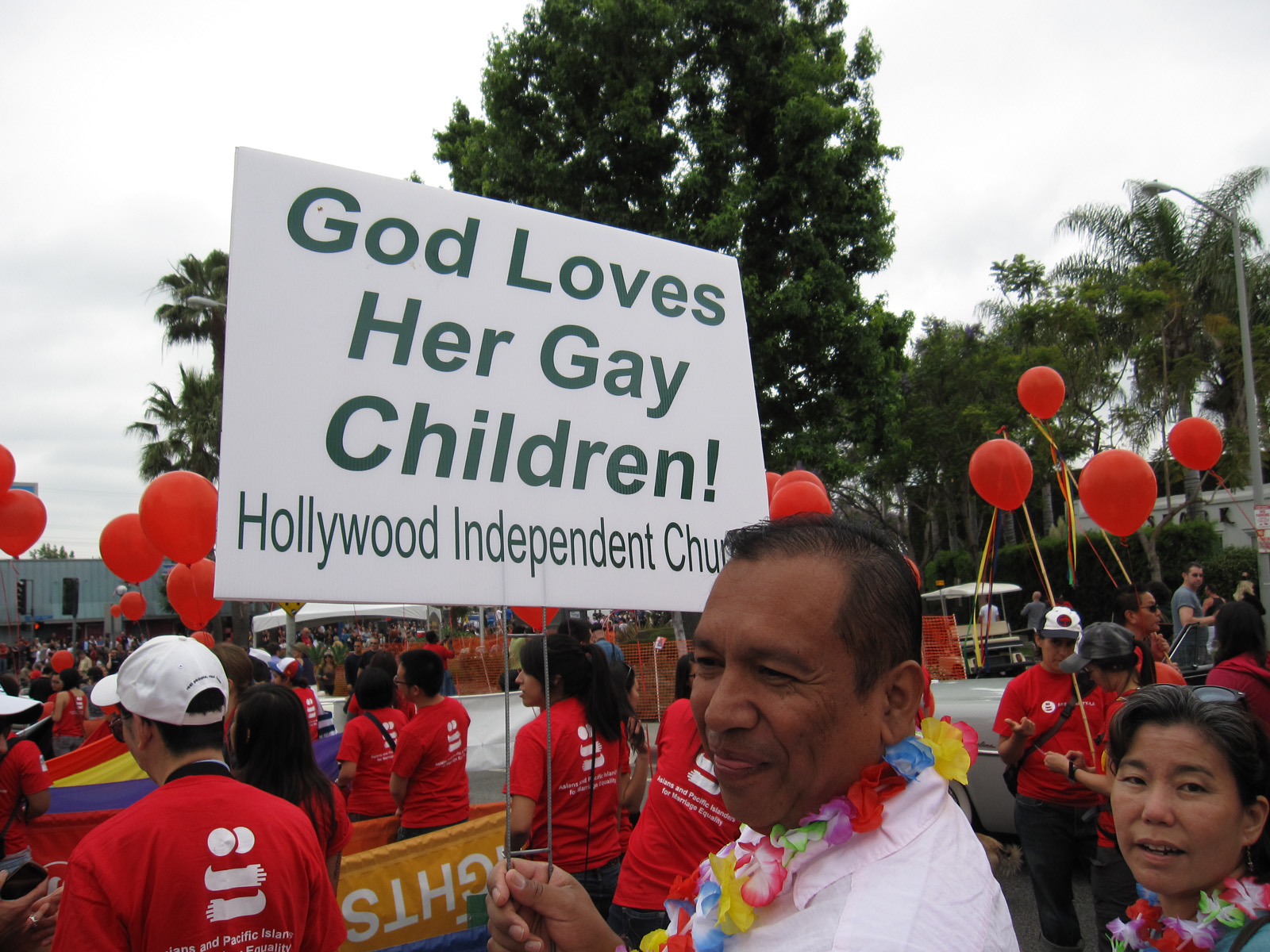
Delegação pan-asiática marcha em Los Angeles 2011 para apoiar os direitos LGBT nas comunidades asiáticas do sul da Califórnia.

Em 2006, o filme tailandês Rainbow Boys, produzido por Vitaya Saeng-aroon, retratando um relacionamento gay contemporâneo, teve uma exibição limitada. Vitaya também produziu a comédia dramática Club M2, ambientada em uma sauna gay. A importância do filme reside em sua novidade em uma sociedade muito semelhante, senão mais tradicional, do que o Ocidente no que diz respeito aos papéis e atrações de gênero atribuídos. Outro filme de 2007, Bangkok Love Story, dirigido por Poj Arnon, foi aclamado pela crítica como um afastamento da visão estereotipada de homossexuais como travestis e transexuais. O produtor de filmes independentes gays tailandeses Vitaya Saeng-aroon elogiou o filme, dizendo: "O diretor Poj Arnon foi corajoso o suficiente para abalar a sociedade". Essas pessoas fizeram avanços com seus filmes, assim como outros acadêmicos e autores públicos também começaram a trazer a questão de gênero e estereótipos para o primeiro plano como um tópico mais over the rug na cultura contemporânea. Em muitos países, a homossexualidade e a bissexualidade são amplamente aceitas e, muitas vezes, legais, embora ainda enfrentem discriminação e críticas. Nesse contexto, "jovens queer são frequentemente retratados como vítimas de violência homofóbica ou exclusão heterossexista, de maneiras que os inscrevem em tropos de vitimização e risco".
Ao contrário das culturas europeias, que se baseiam principalmente na religião cristã e que mantiveram muitas leis anti-LGBT até recentemente, a cultura chinesa era muito mais aberta sobre relacionamentos não exclusivamente heterossexuais. "Por um período da história moderna, tanto da República da China quanto da República Popular da China, no século XX, as pessoas LGBT receberam regulamentações legais mais rigorosas em relação às suas orientações, com as restrições sendo gradualmente amenizadas no início do século XXI". Embora ainda houvesse restrições na cultura chinesa antiga, relações homossexuais têm sido documentadas desde os primeiros períodos históricos. Também houve registros de subculturas de prostitutas/atores; no entanto, mesmo na cultura chinesa moderna, existem aqueles que se opõem a relacionamentos e estilos de vida heterossexuais externos. Na República Popular da China, "supostamente, Mao Zedong acreditava na castração sexual de 'desviantes sexuais', mas pouco se sabe sobre a política oficial do governo comunista chinês em relação à homossexualidade antes da década de 1980".
Muitos japoneses adotaram amplas gamas de identidade sexual, e sempre existiu espaço para papéis de gênero não exclusivamente hegemônicos na sociedade japonesa. A era moderna, no entanto, abriu mais espaço para esses papéis de gênero abertamente variados. Antes do contato com o Ocidente, o Japão não tinha um sistema de identificação no qual a identidade de alguém fosse determinada por sua preferência sexual biológica. No entanto, noções hegemônicas de como homens e mulheres devem se comportar ainda são fortes no país, assim como nas culturas ocidentais. Estudos anteriores sobre papéis sexuais e identidades de gênero na Ásia se concentraram fortemente em restrições específicas sentidas pelas mulheres, pois "os modelos [japoneses] de cidadania privilegiam implicitamente o 'cidadão de terno', de colarinho branco, do sexo masculino". Restrições também são sentidas, no entanto, sobre os homens nas sociedades asiáticas que são mantidos em um padrão mais elevado devido ao "paradigma dominante" conhecido como "masculinidade hegemônica". Argumentos apresentam ideias de que a "masculinidade" tem uma história e, na verdade, não é expressa apenas de forma diferente em diferentes sociedades, mas também de forma diferente dentro das sociedades ao longo das eras. A masculinidade, mesmo nas culturas asiáticas tradicionais, é, por assim dizer, plural. Ainda assim, certas formas de masculinidade (e feminilidade, aliás) tornam-se particularmente privilegiadas, a masculinidade hegemônica.

## Ativismo e advocacia

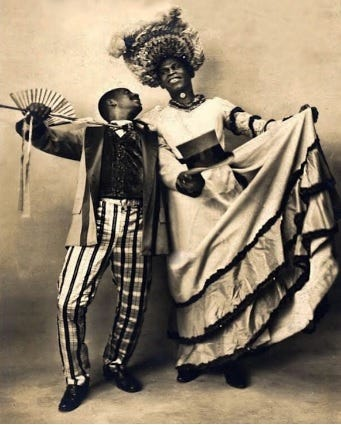
Dois atores negros, um deles vestido de mulher.

### Movimentos iniciais
O ativismo LGBTQ+ nos Estados Unidos pode ser rastreado até William Dorsey Swann, a primeira pessoa conhecida a se identificar abertamente como uma "drag queen". No final de 1800, Swann organizou uma das primeiras reuniões LGBTQ+ documentadas, onde os participantes, principalmente homens, se vestiam com roupas femininas, marcando uma forma inicial de resistência organizada contra a discriminação. Em 1924, Henry Gerber, um imigrante alemão e um dos primeiros defensores dos direitos gays, fundou a Society for Human Rights em Chicago, uma das primeiras organizações nos Estados Unidos dedicadas a promover os direitos homossexuais. Gerber escreveu sobre a opressão homossexual em uma tentativa de construir solidariedade e defender a comunidade.

### Organizações LGBTQ+
Numerosas organizações surgiram nos séculos XX e XXI para promover os direitos LGBTQ+ globalmente. A Human Rights Campaign (HRC) e a Lambda Legal são organizações dos Estados Unidos focadas em promover proteções legais e aceitação social para indivíduos LGBTQ+, particularmente aqueles que são transgêneros, não brancas ou portadoras de HIV, para garantir que sejam reconhecidos como cidadãos plenos e iguais.
A Associação Internacional de Gays e Lésbicas (ILGA) faz campanha por liberdade e igualdade para todos, independentemente da orientação sexual ou identidade de gênero, em todos os continentes. A Comissão Internacional de Direitos Humanos de Gays e Lésbicas apoia indivíduos LGBTQ+ em regiões restritivas, engajando-se em advogar, fornecendo assistência jurídica para requerentes de asilo e liderando intervenções de crise para comunidades LGBTQ+.